# Silozul
Silozul (2012) (titlu original Wool) este un volum science fiction post-apocaliptic aparținând scriitorului american Hugh Howey. Acesta include cinci texte publicate de autor între 2011 și 2012, adunate laolaltă sub forma unui singur roman. Volumul a fost publicat prin intermediul sistemului Kindle Direct Publishing de la Amazon.com, datorită libertății date de publicarea în regim propriu.
Drepturile de ecranizare ale seriei au fost achiziționate de 20th Century Fox, după ce studiourile Lionsgate și-au exprimat și ele interesul.

## Intriga
Povestea Silozului se petrece pe un Pământ post-apocaliptic. Omenirea se străduiește să supraviețuiască în Siloz, un oraș subteran care se întinde pe sute de etaje sub suprafață. Silozul este condus de șeriful Holston, care investighează cauzele morții soției sale. Moartea - asumată de soția sa prin dorința de a ieși afară din Siloz - îl determină pe Holston să caute motivele din sparele acțiunii și îl fac, în cele din urmă, să pășească pe aceeași cale.
Moartea lui Holsten lasă un loc gol în structura de conducere a Silozului. Primarul Jahns caută un înlocuitor, stârnind o serie de controverse cu departamentul IT, care dorea să-și impună propriul candidat. Alegerea lui Jahns este însă o femeie din cele mai joase niveluri ale societății Silozului, mecanicii. Pe numele ei Juliette, ea acceptă cu greu responsabilitatea postului. 
Lucrurile se complică atunci când, la puțină vreme de la numirea Juliettei în funcția de șerif, Jahns moare otrăvită. Noul șerif caută să se familiarizeze cu probleme administrative ale Silozului și descoperă o serie de lucruri care nu par tocmai în regulă. Fostul șef al IT-ului profită de vidul de putere și preia funcția lui Jahns. Când vede că Juliette refuză să-i facă jocurile, îi înscenează o serie de acte antisociale care duc la expulzarea ei din 
Siloz.
Prietenii Juliettei o ajută să capete un costum mult mai rezistent decât cele oferite de obicei celor trimiși afară. Cu ajutorul lui, femeia ajunge la un alt Siloz, care pare a fi fost victima unei revolte. Expulzarea ei duce la o revoltă în propriul Siloz, care degenerează și pune în pericol viața tuturor locuitorilor. În noul Siloz, Juliette descoperă câțiva supraviețuitori, cu ajutorul cărora reușește să revină acasă și să-l detroneze pe primarul auto-proclamat.

### Cuprins
- Partea întâi: Holston
- Partea a doua: Unealta potrivită
- Partea a treia: Izgonirea
- Partea a patra: Descâlcirea
- Partea a cincea: În izolare
- Între timp, în silozul 17...

## Personaje
- Juliette Nichols - mecanic ales să devină șerif în locul defunctului Holston; în urma unei înscenări este expulzată din Silozul 18 și descoperă un alt siloz
- Jahns - primar în Silozul 18, moare otrăvită după ce găsește un înlocuitor de șerif
- Holston - șerif în Silozul 18, decide să moară pentru a se alătura soției sale
- Marnes - ajutor de șerif al lui holston, apoi al lui Juliette; se sinucide după decesul primarului Jahns
- Bernard Holland - conducătorul Departamentului IT; preia puterea abuziv în Silozul 18 și încearcă să înăbușe revolta care are loc după înlăturarea Juliettei
- Knox - conducătorul Departamentului Mecanic
- Scottie - lucrător în Departamentul IT care-i furnizează Juliettei informații despre comploturile puse la care acolo
- Lukas - este ales de Bernard să-i fie umbră de primar, dar este înlăturat când acesta descoperă idila dintre el și Juliette
- Jimmy Solo - unul dintre puținii supraviețuitori ai revoltei din Silozul 17
- Walker - Mecanic bătrân care o ajută pe Juliette să supraviețuiască expulzării din Siloz
- Peter Billings - lucrător în departamentul IT, unealta lui Bernard, devine șerif în Silozul 18
- Shirly - Mecanic care are grijă de Walker
- McLain - conducătoarea Departamentului Aprovizionare

## Opinii critice
The Independent laudă Silozul pentru că „este o distopie futuristă perfectă în care cei morți nu-i mănâncă pe cei vii, ci, mai degrabă, ascund secretele trecutului”, iar Rick Riordan recomandă cartea spunând: „Dacă vreți să citiți o poveste postapocaliptică bună, ceva mai bun ca Silozul n-o să găsiți”. The Wall Street Journal consideră romanul „un hit în lumea SF, o lectură atrăgătoare deopotrivă pentru femei și pentru bărbați, pentru fanii genului hard SF și pentru cititorii de literatură în general”. The Washington Post crede că „nu e un roman perfect [...] dar e genul de roman SF pe care să-l recomanzi celor care iubesc genul și celor care nu l-au citit niciodată”. În aceeași notă, The Guardian apreciază că „unele elemente ale Silozului sunt sclipitoare [...], alte elemente nu merg prea bine”, lucru pe care îl pune pe seama faptul că romanul a pornit inițial ca o povestire.